# 11. armija (Austro-Ugarska)
11. armija (njem. 11. armee) je bila vojna formacija austrougarske vojske u Prvom svjetskom ratu. Tijekom Prvog svjetskog rata djelovala je na Talijanskom bojištu.

## Povijest
Jedanaesta armija formirana je 14. ožujka 1916. godine. Armija je formirana na Talijanskom bojištu na osnovi jedinica koje su sačinjavale Zemaljsku obranu Tirola. Njezinim prvim zapovjednikom imenovan je dotadašnji zapovjednik obrane Zemaljske obrane Tirola general konjice Viktor Dankl. Sjedište stožera armije bilo je u Trentu, te se ista nalazila u sastavu Grupe armije nadvojvoda Eugen. U svibnju 1916. u njenom sastavu nalazila su se tri korpusa i to III. korpus, VIII. korpus i XX. korpus.
U svibnju 1916. 11. armija sudjeluje u Tirolskoj ofenzivi (15. svibnja – 10. lipnja 1916.). U navedenoj ofenzivi koja je započela 15. svibnja 1916. godine VIII. korpus i XX. korpus uspjeli su na visokoplaninskom zemljištu zauzeti prva dva talijanska položaja, dok je III. korpus uspio zauzeti Asiago. Iako je ofenziva dobro krenula, te su austrougarska predviđanja bila optimistična, Talijani su se ubrzo reorganizirali i doveli pojačanja, te protunapadom zaustavili austrougarsko napredovanje.

Za neuspjeh Tirolske ofenzive austrougarski Glavni stožer okrivio je zapovjednika 11. armije Viktora Dankla, te je isti nakon završetka ofenzive smijenjen. Na mjestu zapovjednika zamijenio ga je Franz Rohr von Denta, dotadašnji zapovjednik 10. armije. Franz Rohr von Denta zapovijedao je 11. armijom do veljače 1917. kada je zapovjednikom armije imenovan Viktor von Scheuchenstuel, dotadašnji zapovjednik I. korpusa.
Jedanaesta armija u lipnju 1917. sudjeluje u Bitci na Ortigari (10. – 25. lipnja 1917.). U navedenoj bitci talijanska 6. armija pokušala je povratiti dio položaja koji su bili izgubljeni u Tirolskoj ofenzivi, te je napala položaje III. korpusa 11. armije. Nakon teških borbi talijanska 6. armija uspjela je zauzeti vrh Ortigare (2.105 m), ali je protunapadom 11. armije isti bio ubrzo vraćen, a napad talijanskih jedinica odbijen.
U listopadu 1917. 11. armija sudjeluje u velikoj pobjedi u Bitci kod Kobarida (24. listopada – 12. studenog 1917.). Nakon što je kombinirana austronjemačka 14. armija izvršila proboj kod Kobarida, 11. armija je također 8. studenog 1917. napala talijanske položaje u Tirolu, te je 9. studenog zauzela Asiago, a 10. studenog Agordo, nakon čega je zbog sve jačeg talijanskog otpora zaustavljena.
U lipnju 1918. 11. armija se sastojala od šest korpusa i to I., III., VI., XIII., XV. i XXVI. korpusa. U takvom sastavu sudjeluje u Bitci na Piavi (15. – 23. lipnja 1918.). U navedenoj bitci 11. armija već 14. lipnja napada talijanske položaje na visoravni Asiago. Međutim, talijanske snage bile su dobro pripremljene za napad tako da je isti već istoga dana zaustavljen uz minimalne teritorijalne dobitke na austrougarskoj strani.
Nakon Bitke na Piavi iz sastava 11. armije izišla su dva korpusa i to u srpnju najprije XV. korpus, te u kolovozu I. i XXVI. korpus koji su ušli u novoformiranu Armijsku grupu Belluno. Pred kraj rata, u listopadu 1918., 11. armija sudjeluje u Bitci kod Vittoria Veneta (24. listopada – 3. studenog 1918.), završnoj bitci rata na Talijanskom bojištu. U navedenoj bitci 11. armija nije uspjela spriječiti prodor talijanske vojske, te je ubrzo prisiljena na povlačenje. Jedanaesta armija prestala je postojati nakon potpisivanja primirja 3. studenog 1914. i raspada austrougarske vojske.

## Zapovjednici
Viktor Dankl (14. ožujka 1916. – 18. lipnja 1916.)

Franz Rohr von Denta (18. lipnja 1916. – 28. veljače 1917.)

Viktor von Scheuchenstuel (28. veljače 1917. – 4. studenog 1918.) 

## Načelnici stožera
Kletus von Pichler (14. ožujka 1916. – 18. lipnja 1916.)

Karl Soos von Badok (18. lipnja 1916. – 2. svibnja 1918.)

Ludwig von Sündermann (2. svibnja 1918. – 4. studenog 1918.) 

## Bitke
Tirolska ofenziva (15. svibnja – 10. lipnja 1916.)
Bitka na Ortigari (10. lipnja – 25. lipnja 1917.)
Bitka kod Kobarida (24. listopada – 12. studenog 1917.)
Bitka na Piavi (15. lipnja – 23. lipnja 1918.)
Bitka kod Vittoria Veneta (24. listopada – 3. studenog 1918.)

## Sastav
- travanj 1916.: III. korpus, VIII. korpus, XVII. korpus, XX. korpus
- svibanj 1916.: III. korpus, VIII. korpus, XX. korpus
- lipanj 1916.: XX. korpus, XXI. korpus
- kolovoz 1916.: III. korpus, XVII. korpus, XX. korpus, XXI. korpus, Okrug III
- travanj 1917.: III. korpus, XIV. korpus, Okrug III, Grupa Etschtal
- studeni 1917.: III. korpus, XIV. korpus, Okrug III
- prosinac 1917.: III. korpus, XIV. korpus, Grupa Kletter
- travanj 1918.: I. korpus, III. korpus, VI. korpus, XXVI. korpus
- lipanj 1918.: I. korpus, III. korpus, VI. korpus, XIII. korpus, XV. korpus, XXVI. korpus
- kolovoz 1918.: I. korpus, III. korpus, VI. korpus, XIII. korpus, XXVI. korpus
- listopad 1918.: III. korpus, VI. korpus, XIII. korpus

## Vojni raspored 11. armije u Tirolskoj ofenzivi
Zapovjednik: general pukovnik Viktor Dankl

- VIII. korpus (gentop. Viktor von Scheuchenstuel)
  - 57. pješačka divizija (podmrš. H. Goiginger)
  - 59. pješačka divizija (podmrš. Kroupa)
  - 48. pješačka divizija (podmrš. Gabriel)

- XX. korpus (nadvoj. Karlo)
  - 3. pješačka divizija (podmrš. Horsetzky)
  - 8. pješačka divizija (podmrš. Fabini)

- III. korpus (podmrš. Josef Krautwald)
  - 6. pješačka divizija (podmrš. Schönburg-Hartenstein)
  - 22. zaštitna divizija (genboj. Kochanowski)
  - 28. pješačka divizija (podmrš. Schneider)Viktor von Scheuchenstuel, posljednji zapovjednik 11. armije

## Vojni raspored 11. armije u kolovozu 1916.
Zapovjednik: general pukovnik Franz Rohr von Denta

- XXI. korpus (podmrš. Kasimir von Lütgendorf)
  - Grupa Guseck (podmrš. Guseck)
  - Carska zaštitna divizija (genboj. Englert)

- XX. korpus (podmrš. Alois Schönburg-Hartenstein)
  - 3. pješačka divizija (podmrš. Horsetzky)
  - 8. pješačka divizija (podmrš. Fabini)

- III. korpus (podmrš. Josef Krautwald)
  - 6. pješačka divizija (genboj. Müller)
  - 22. zaštitna divizija (genboj. Kochanowski)
  - 28. pješačka divizija (podmrš. Schneider)
  - 10. pješačka divizija (podmrš. Mecenseffy)

- XVII. korpus (genpj. Karl Kritek)
  - 18. pješačka divizija (genboj. Hrozny)

- Korpus Roth (genpj. Josef Roth)
  - 90. pješačka divizija (podmrš. Scholz)
  - 57. pješačka divizija (podmrš. H. Goiginger)

## Vojni raspored 11. armije u Bitci kod Kobarida
Zapovjednik: general pukovnik Viktor von Scheuchenstuel

- XIV. korpus (genpj. Hugo Martiny)
  - 8. pješačka divizija (podmrš. Verdross von Drossberg)
  - 15. pješačka brigada (genboj. Phelps)

- III. korpus (genpj. Josef Krautwald)
  - 19. pješačka divizija (podmrš. Elmar)
  - 6. pješačka divizija (genboj. Schilhawsky)
  - 18. pješačka divizija (genboj. Vidale)

- XX. korpus (genpj. Josef Roth)
  - 52. pješačka divizija (podmrš. H. Goiginger)
  - 49. pješačka divizija (podmrš. Steinhart)

- Okrug III (podmrš. Ernst Kletter)
  - 56. zaštitna divizija (podmrš. Kroupa)

## Vojni raspored 11. armije u Bitci na Piavi
Zapovjednik: general pukovnik Viktor von Scheuchenstuel

- III. korpus (genpuk. Hugo Martiny)
  - 6. konjička divizija (podmrš. Braganca)
  - 6. pješačka divizija (genboj. Schilhawsky)
  - 52. pješačka divizija (genboj. Schamschula)
  - 28. pješačka divizija (podmrš. Kraself)

- XIII. korpus (genpj. Friedrich Csanady)
  - 38. honvedska divizija (genboj. Molnar)
  - 16. pješačka divizija (podmrš. Fernengel)
  - 42. honvedska divizija (podmrš. Soretić)
  - 74. honvedska divizija (podmrš. Perneczky)
  - 5. pješačka divizija (podmrš. Felix)

- VI. korpus (genpj. Ernst Kletter)
  - 18. pješačka divizija (genboj. Vidale)
  - Divizija Edelweiss (podmrš. Wieden)
  - 26. zaštitna divizija (podmrš. Podhajsky)

- XXVI. korpus (genpj. Ernst Horsetzky)
  - 27. pješačka divizija (genboj. Sallagar)
  - 32. pješačka divizija (podmrš. Bellond)
  - 4. pješačka divizija (podmrš. Boog)

- I. korpus (genpj. Ferdinand Kosak)
  - 60. pješačka divizija (podmrš. Bardolff)
  - 55. pješačka divizija (podmrš. le Beau)

- XV. korpus (genpj. Karl Scotti)
  - 50. pješačka divizija (podmrš. Gerabek)
  - 20. honvedska divizija (genboj. Stadler)
  - 48. pješačka divizija (genboj. Gärtner)

- Armijska pričuva
  - 36. pješačka divizija (podmrš. Höhring)
  - 53. pješačka divizija (podmrš. Goldbach)
  - 3. konjička divizija (podmrš. Kopecek)
  - 10. konjička divizija (podmrš. Bauer)

## Vojni raspored 11. armije u Bitci kod Vittoria Veneta
Zapovjednik: general pukovnik Viktor von Scheuchenstuel

- III. korpus (genpuk. Hugo Martiny)
  - 6. konjička divizija (podmrš. Braganca)
  - 6. pješačka divizija (genboj. Schilhawsky)
  - 52. pješačka divizija (genboj. Schamschula)

- XIII. korpus (genpj. Friedrich Csanady)
  - 27. pješačka divizija (genboj. Sallagar)
  - 38. honvedska divizija (genboj. Molnar)
  - 10. konjička divizija (podmrš. Bauernthal)

- VI. korpus (gentpj. Viktor Weber)
  - 53. pješačka divizija (genboj. Korzer)
  - 18. pješačka divizija (podmrš. Vidalč)
  - 39. honvedska divizija (podmrš. Breit)

- Armijska pričuva
  - 5. pješačka divizija (podmrš. Felix)
  - 16. pješačka divizija (podmrš. Fernengel)

## Vanjske poveznice
(eng.) 11. armija na stranici Austrianphilately.com  Arhivirana inačica izvorne stranice od 20. ožujka 2021. (Wayback Machine)

(eng.) 11. armija na stranici Austro-Hungarian-Army.co.uk